# Lourenço Carlos Mascarenhas e Araújo
Lourenço Carlos Mascarenhas e Araújo foi escrivão da Fazenda Real que acompanhou a bandeira paulista de Antônio Soares Ferreira e registrou oficialmente a descoberta do ouro no arraial do Ribeirão das "minas de Santo Antônio do Bom Retiro do Serro do Frio.
Foi dele o primeiro lançamento do "Livro 1º da Receita da Fazenda Real destas Minas do Serro do Frio e Tucambira", realizado em 15 de março de 1702, no qual declarou a descoberta realizada pela expedição, comandada pelo guarda-mor e capitão Antônio Soares Ferreira, acompanhado também pelo filho João Soares Ferreira, pelo Procurador da Coroa e Fazenda Real Baltasar de Lemos de Morais Navarro e pelo capitão Manuel Correia Arzão.
Em 1711, com a criação da Superintendência das Minas de Ouro do Serro Frio, Lourenço Carlos Mascarenhas e Araújo foi nomeado seu primeiro Superintendente, já sendo citado nos documentos oficiais de então como sargento-mor.